# Another Animal
Another Animal war eine US-amerikanische Rock-Supergroup, die aus Mitgliedern der Bands Godsmack, Ugly Kid Joe und Dropbox bestand.

## Geschichte
Als die Band Godsmack an ihrem vierten Studioalbum IV arbeiteten litt deren Sänger Sully Erna an einer Schreibblockade. Die übrigen Bandmitglieder Tony Rombola (Gitarre), Robbie Merrill (Bass) und Shannon Larkin (Schlagzeug) schrieben derweil weitere Lieder, bis beinahe 40 Titel fertig waren. Nachdem Sully Erna seine Probleme in den Griff bekommen hatte, wurden 14 dieser Lieder für das Album IV verwendet. Laut Shannon Larkin befanden sich unter den nicht verwendeten Titeln viele sehr gute Lieder, so dass sich Larkin, Rombola und Merrill entschlossen, diese Titel für ein eigenes Projekt zu verwenden.
Sänger von Another Animal wurde Whitfield Crane, mit dem Shannon Larkin zuvor bei Ugly Kid Joe spielte. Zweiter Gitarrist wurde Lee Richards, der Gründungsmitglied von Godsmack war und bis 1996 in dieser Band spielte. Zusammen mit dem Produzenten Dave Fortman nahmen Another Animal in Boston ihr selbstbetiteltes Debütalbum auf, welches am 2. Oktober 2007 über Republic Records erschien. Es folgte eine Tournee im Vorprogramm von Alter Bridge. Im Herbst 2011 veröffentlichte die Band die Single Fall of Rome, bevor sich Another Animal auflösten.
Godsmack-Sänger Sully Erna erklärte Jahre später, dass es wegen Another Animal zu Streitigkeiten zwischen ihm und seinen Bandkollegen gab, die beinahe zur Auflösung von Godsmack geführt hätten.

## Stil
Another Animal wurden den Genres Hard Rock und Post-Grunge zugerechnet. Shannon Larkin nannte Black Sabbath und Faith No More zu deren Angel Dust-Ära als Einflüsse. Conny Schiffbauer vom deutschen Magazin Rock Hard beschrieb Another Animal als eine „Hommage an die musikalischen Idole des Quintetts, die klingt wie eine Mischung aus den Stammbands der Protagonisten, Pearl Jam, Black Sabbath und Alice in Chains“.

## Diskografie
- 2007: Another Animal (Republic Records)